# Istočnokaripski dolar
Istočnokaripski dolar, ISO 4217: XCD, je valuta koja se koristi u sljedećim državama i prekomorskim teritorijima:
- Angvila,
- Antigva i Barbuda,
- Dominika,
- Grenada,
- Montserrat,
- Sveti Kristofor i Nevis,
- Sveta Lucija i
- Sveti Vincent i Grenadini.

Dijeli se na 100 centi.
U upotrebi je od 1965. kada je zamijenio dotadašnji dolar Britanske zapadne Indije. Od 1976. tečaj XCD vezan je za tečaj američkog dolara u odnosu 2.7 XCD za 1 USD.
Istočnokaripska središnja banka izdaje kovanice u apoenima od: 5, 10, 25 centi i 1 dolara, te novčanice u apoenima od 2, 5, 10, 20, 50 i 100 dolara.

## Vanjske poveznice
- Istočnokaripska središnja banka